# Jutta von Haase
Jutta von Haase (ur. 21 grudnia 1939) – niemiecka lekkoatletka, specjalistka biegów średniodystansowych, a potem biegu maratońskiego, medalistka halowych mistrzostw Europy w 1970. W czasie swojej kariery reprezentowała RFN.
Na pierwszych halowych mistrzostwach Europy w 1970 w Wiedniu zdobyła srebrny medal w sztafecie 1+2+3+4 okrążenia (w składzie: Elfgard Schittenhelm, Heidi Gerhard, Christa Merten i Jutta von Haase na ostatniej zmianie).
Była wicemistrzynią RFN w biegu na 800 metrów w 1970, a w hali była mistrzynią RFN w biegu na 1500 metrów w 1970 oraz wicemistrzynią w biegu na 800 metrów w 1968.
Zwyciężyła w konkurencji kobiet w pierwszym Maratonie Berlińskim w 1974 z czasem 3:22:01. Powtórzyła ten sukces w 1976 z rezultatem 3:05:19.
Ustanowiła rekord RFN w biegu na 1500 metrów wynikiem 4:25,4 (29 czerwca 1969 w Konstancji).
Rekordy życiowe Jutty von Haase: 
- bieg na 800 metrów – 2:06,2 (1968)
- bieg na 1500 metrów – 4:22,8 (1970)
- bieg maratoński – 2:53:43 (1983)

Później była sędzią w sądzie administracyjnym w Berlinie.